# Leptokvark
Leptokvark je namišljeni delec, ki bi naj omogočal pretvarjanje kvarkov v leptone in obratno. Simetrijo, ki jo opažamo v naravi, so z uvedbo leptokvarkov prenesli tudi na področje kvarkov in leptonov. Oboji se pojavljajo v treh družinah, zato teorija leptokvarkov predpostavlja, da imajo tudi leptoni tri družine. Tako bi tudi leptokvarke delili, podobno kot kvarke, na tri generacije. Vsaka generacija leptokvarkov bi sodelovala samo s kvarki ene generacije. Tako bi prva generacija leptokvarkov sodelovala samo s kvarkom u in kvarkom d ter elektronom in elektronskim nevtrinom, druga generacija leptokvarkov bi sodelovala samo s kvarkom s in kvarkom c ter mionom ({\displaystyle \mu \,}) in mionski nevtrinom ({\displaystyle \nu _{\mu }\,}), tretja generacija leptokvarkov bi sodelovala samo s kvarkom b in kvarkom t ter tauonom ({\displaystyle \tau \,}) in tauonskim nevtrinom ({\displaystyle \nu _{\tau }\,}). Predpostavljajo, da prihaja do interakcije med kvarki in leptoni, pri tem pa se leptoni lahko spreminjajo v kvarke in tudi obratno, kvarki v leptone. Za to vrsto spreminjanja je potrebno uvesti nov delec, to vlogo pa bi prevzel leptokvark. To pomeni, da bi bil leptokvark povezava med kvarki in leptoni za katere se zdi, da nimajo nobene povezave. 
Leptokvark bi po nastanku razpadel v elektron in kvark .
Predvidevajo, da je izredno težek delec, saj naj bi bil težek kot atom svinca, zelo hitro bi razpadel, nastal pa bi samo ob visokih energijah. 
Leptokvark ne bi imel celoštevilčnega naboja .
Tvoril pa bi barvni triplet in nosil leptonsko in barionsko število. Različne teorije predvidevajo različne vrednosti zanjegov spin in šibki izospin.
Leptokvarke poskušajo najti v mnogih laboratorijih po svetu. Med najbolj znanimi so poskusi v laboratorijih HERA  (Hadron-Elektron-Ringlange ali hadronsko elektronski pospeševalnik) v Hamburgu. Ta laboratorij deluje v okviru središča za delce DESY (Deutches Elektronen Synchrotron). Nekateri teoretiki predvidevajo, da bi delci, ki so jih opazil med temi poskusi, lahko bili nosilci nove sile med kvarki in pozitroni ali pa so to samo delci, ki jih imenujejo preoni 
oziroma namišljeni delci, ki bi sestavljali kvarke in leptone . 
V letu 1997 so objavili, da so opazili znamenja o obstoju leptokvarkov pri poskusih v laboratoriju HERA in na pospeševalniku Tevatron.
Po teoriji o nastanku snovi ob velikem poku naj bi pravladala materija nad antimaterijo v vesolju (kar opažamo še danes). To naj bi se zgodilo zaradi asimetričnega razpada nevtralnih parov leptokvark-antileptokvark v katerem bi antileptokvarki razpadali hitreje kot leptokvarki .